# Huacareta
Huacareta è un comune (municipio in spagnolo) della Bolivia nella provincia di Hernando Siles (dipartimento di Chuquisaca) con 10.337 abitanti (dato 2010).

## Cantoni
Il comune è suddiviso in 3 cantoni (popolazione al 2001):
- Añimbo - 2.619 abitanti
- Huacareta - 5.255 abitanti
- Rosario del Ingre - 2.133 abitanti